# Confederación Panamericana de Esgrima
Die Confederación Panamericana de Esgrima (CPE) (spanisch) oder Pan American Fencing Confederation (englisch) („Panamerikanicher Fechtverband“) ist der amerikanische Kontinentalverband für den Fechtsport. Dem 1951 gegründeten Verband gehören derzeit 32 nationale Verbände an. Er richtet die jährlich ausgetragenen Panamerikanischen Meisterschaften aus. 

## Geschichte
Die Organisation wurde am 8. März 1951 in Buenos Aires gegründet und erhielt am 23. März 1955 in Mexiko-Stadt ihre rechtliche Form. Seit der ersten Austragung 1951 war Fechten Teil des Programmes der Panamerikanischen Spiele, inzwischen richtet die CPE auch jährliche Panamerikanische Meisterschaften aus. Zurzeit sind 32 nationale Fechtverbände im CPE vertreten.

## Organisation
Die Mitgliedsländer sind in drei Geographische Regionen eingeteilt (Südamerika, Mittelamerika und Karibik, Nordamerika). Das Exekutivkomitee, bestehend aus einem Präsidenten und drei Vizepräsidenten, wird vom jährlich abgehaltenen Kongress gewählt. Jede Region muss mit einem Vizepräsidenten vertreten sein. Vom Exekutivkomitee werden Ausschüsse zu verschiedenen Fachbereiten einberufen. Der Sitz der Organisation befindet sich im Land des letzten gewählten Präsidenten, Amtssprachen sind Spanisch und Englisch. Momentaner Präsident ist der Mexikaner Vitaly Logvin Grechuhin (gewählt bis 2019).